# Joo Sae-hyuk
Joo Sae-hyuk (kor. 주세혁, ur. 20 stycznia 1980 w Seulu) – południowokoreański tenisista stołowy. Członek kadry narodowej i olimpijskiej mężczyzn w tenisie stołowym w Korei Południowej. Zawodnik francuskiego klubu tenisa stołowego S.C. Levallois. Jest sponsorowany przez japońską firmę tenisa stołowego Butterfly. Pięciokrotny medalista mistrzostw świata.
- Miejsce w światowym rankingu ITTF: 285 (stan na luty 2018)[1].
- Styl gry: praworęczna, nowoczesna defensywa, z nastawieniem na atak

Sprzęt
- Deska: Joo Se Hyuk DEF
- Okładziny

- Forehand: Tenergy 05 (grubość podkładu: 2,1 mm - modyfikowana pod zawodnika)
- Backhand: Curl P1R (grubość podkładu: 1,7 mm)
Osiągnięcia
- Dwukrotnie srebrny medalista mistrzostw świata w turnieju drużynowym z reprezentacją Korei Południowej (2006, 2008) i dwukrotnie brązowy (2001, 2004)
- Dotarcie do półfinału w turnieju Qatar Open w grze podwójnej w parze z Koreańczykiem Lee Jung Woo w 2008
- Zdobywca Pucharu Świata w grze pojedynczej w 2003
- Srebrny medalista mistrzostw świata w grze pojedynczej w 2003
- Dotarcie do półfinału w turnieju Japan Open w 2001